# Kuih
Les kuih (indonésien : kue ; teochew : kueh ou kway ; en hokkien : 粿, koé) sont des bouchées pour le goûter ou le dessert, courantes en Indonésie, Malaisie, Singapour, aussi bien que dans les provinces chinoises du sud comme Fujian et Chaoshan.
Le kuih est un terme local et très généraliste, désignant à la fois des gâteaux, des biscuits, des beignets, des puddings ou d'autres pâtisseries, qui sont généralement à base de riz ou de riz gluant.
Les kuih sont plus souvent cuits à la vapeur qu'au four, ce qui leur donne une texture et un goût bien différent des pâtisseries occidentales. La plupart peuvent être sucrés mais on en trouve toutefois des salés. On les retrouve sous d'autres noms dans les pays voisins comme le Vietnam, la Thaïlande et la Birmanie.

## Guochinois
Les kuih chinois, transcrits en guo (粿) ou certaines fois gao (糕), sont faits à base de farine de riz. Certains d'entre eux sont faits expressément pour des fêtes importantes, comme pour le Nouvel An chinois ou la fête de Qing Ming.
En voici quelques-uns :
- nian gao (年糕 ; ti kueh en hokkien, 甜粿 ; kuih bakul en malaisien) : gâteau de riz collant et sucré très lié aux festivités du Nouvel An chinois. Dans l'Asie du Sud-Est, on peut le retrouver tout au long de l'année avec des morceaux de niangao, entre deux tranches de taro ou de patate douce et frit ;
- caozai guo (草仔粿, prononcé en hokkien tsao wa kueh [chháu-á-ké]) : aussi connu comme tsukak kueh (鼠麴粿, chhú-khak-ké), du nom de l'herbe qui le constitue ;
- gâteau de navet (菜頭粿, 菜頭糕) : mangé nature, partiellement ou entièrement frit avec des œufs, tel que le chai tow kway ;
- gâteau de taro (芋粿 ; en malais : or kuih) : gâteau de taro cuit à la vapeur, avec des crevettes séchées et de la farine de riz. On y ajoute ensuite des échalotes frites, de l'oignon, du piment, et il est accompagné d'une sauce piquante ;
- chwee kueh (水粿)：terme teochew qu'on peut littéralement traduire en « gâteau de riz d'eau ». Ce sont des gâteaux de riz en forme de bols recouverts de dés de radis confits et d'un relish de piment ;
- fun guo (粉粿) ;
- ang ku kuih (紅龜粿 ; prononcé ang ku kueh) : pâtisserie ronde ou ovale à base de farine gluante de riz, colorée en rouge enroulée autour d'une riche garniture ;
- yi buah/buak (意粑) : quenelle bouillie hainanaise de farine de riz gluant. Aussi connue sous le nom de kuih e-pua, elle est farcie d'un mélange de noix de coco et de sucre de palme, de graines de sésame grillées et d'arachides écrasées et cuites, enroulées de feuilles de bananiers et généralement marquées par du colorant alimentaire rouge[2].

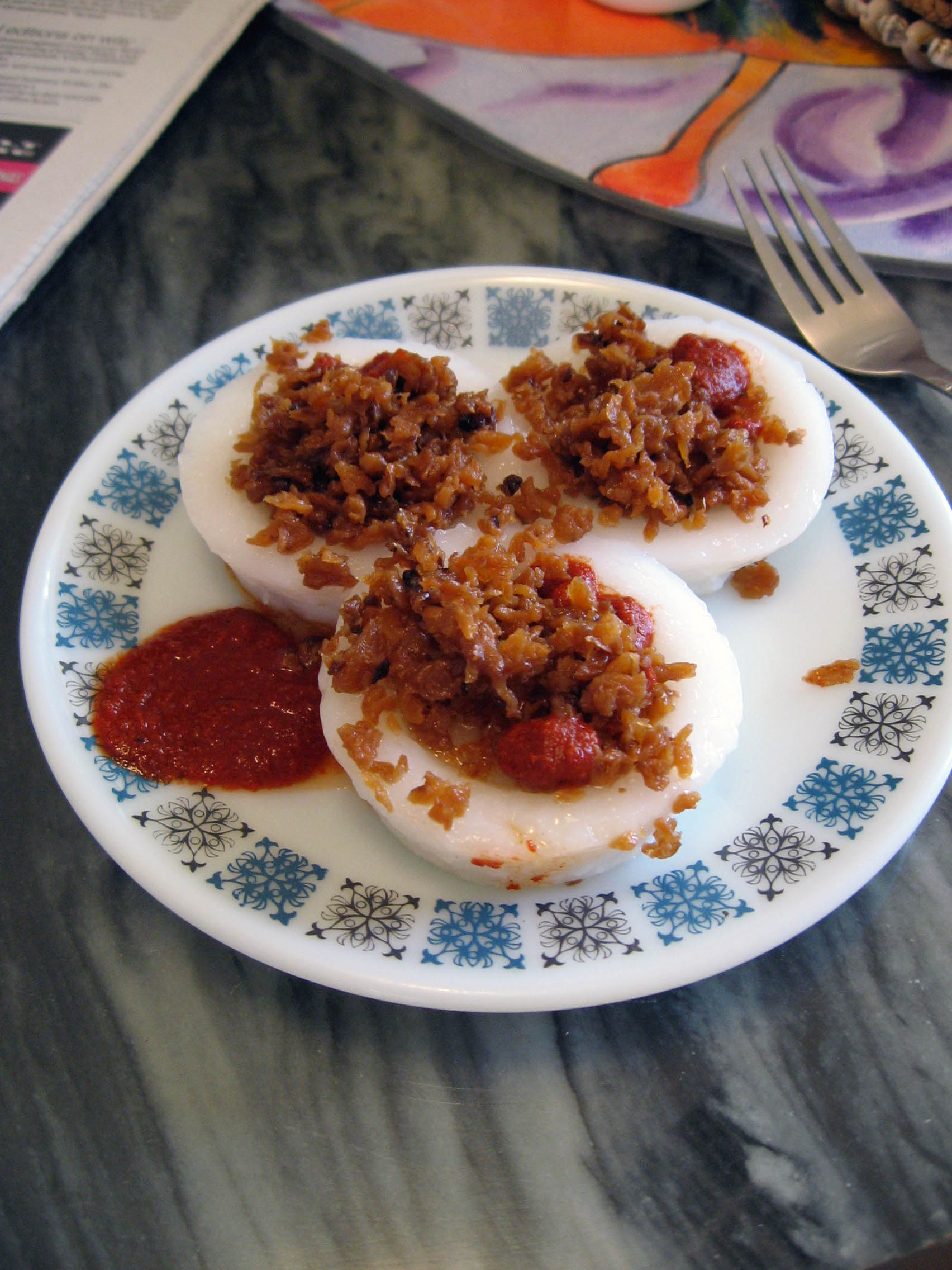
Plat de chwee kueh.
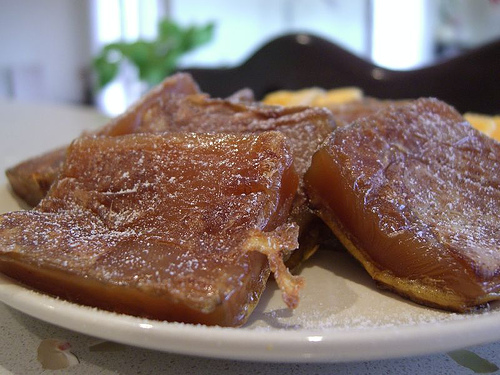
Gâteau nian cantonais.
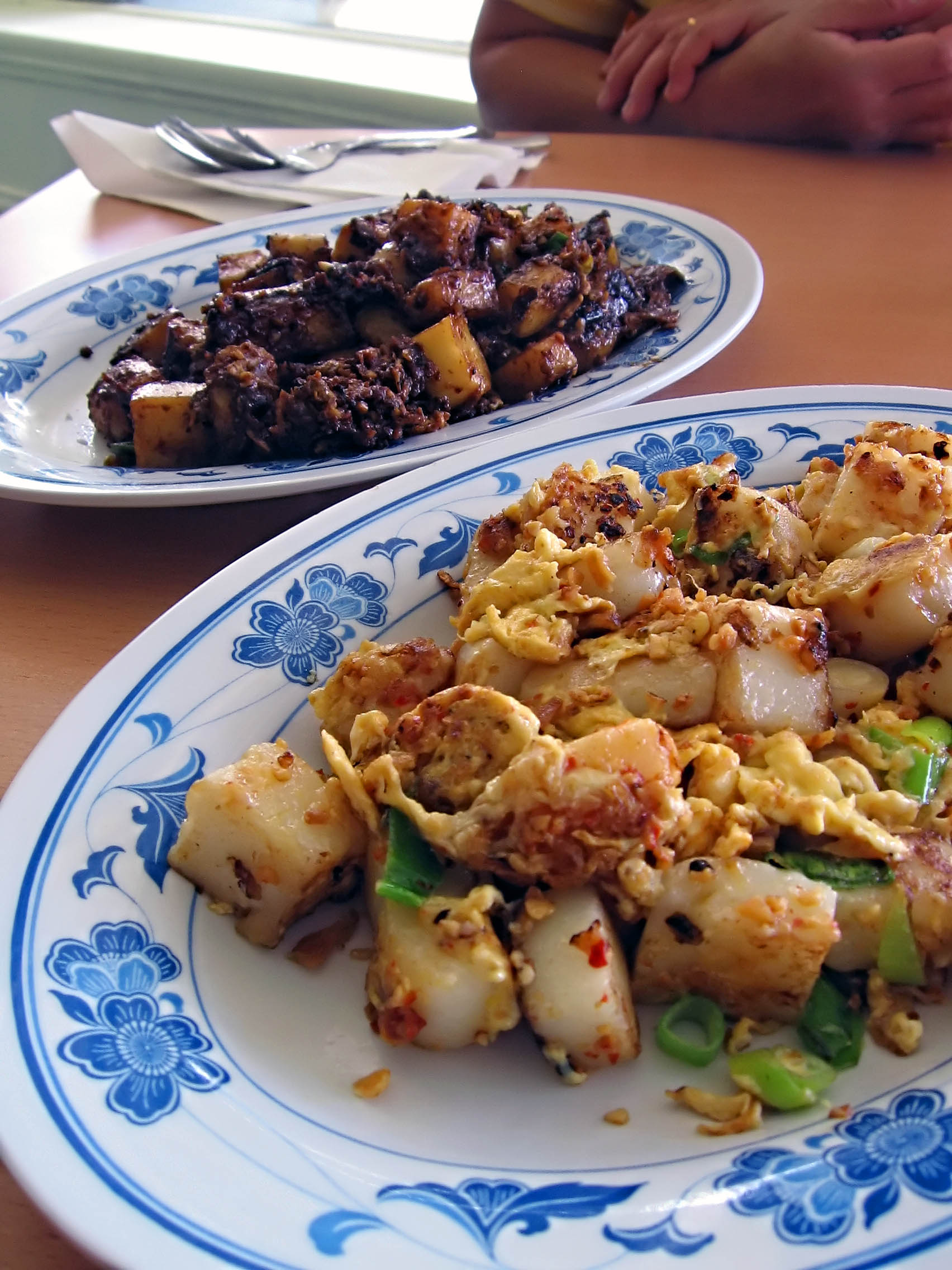
Chai tow kway frit (avec de la sauce soja épaisse).
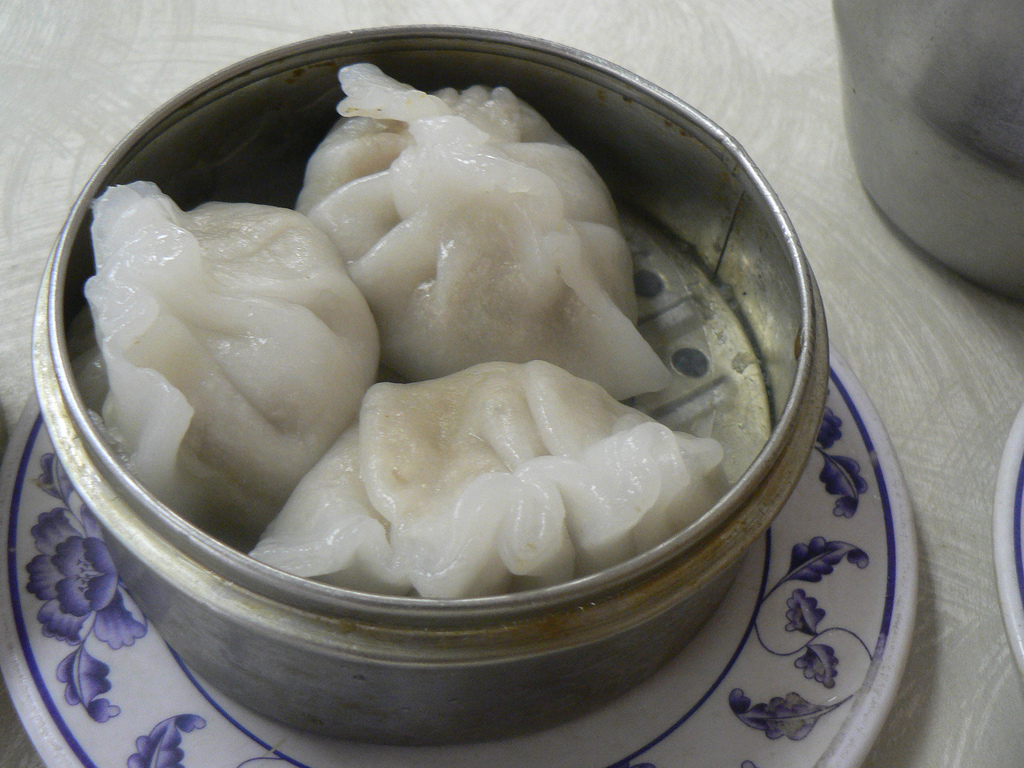
Chaozhou fenguo.
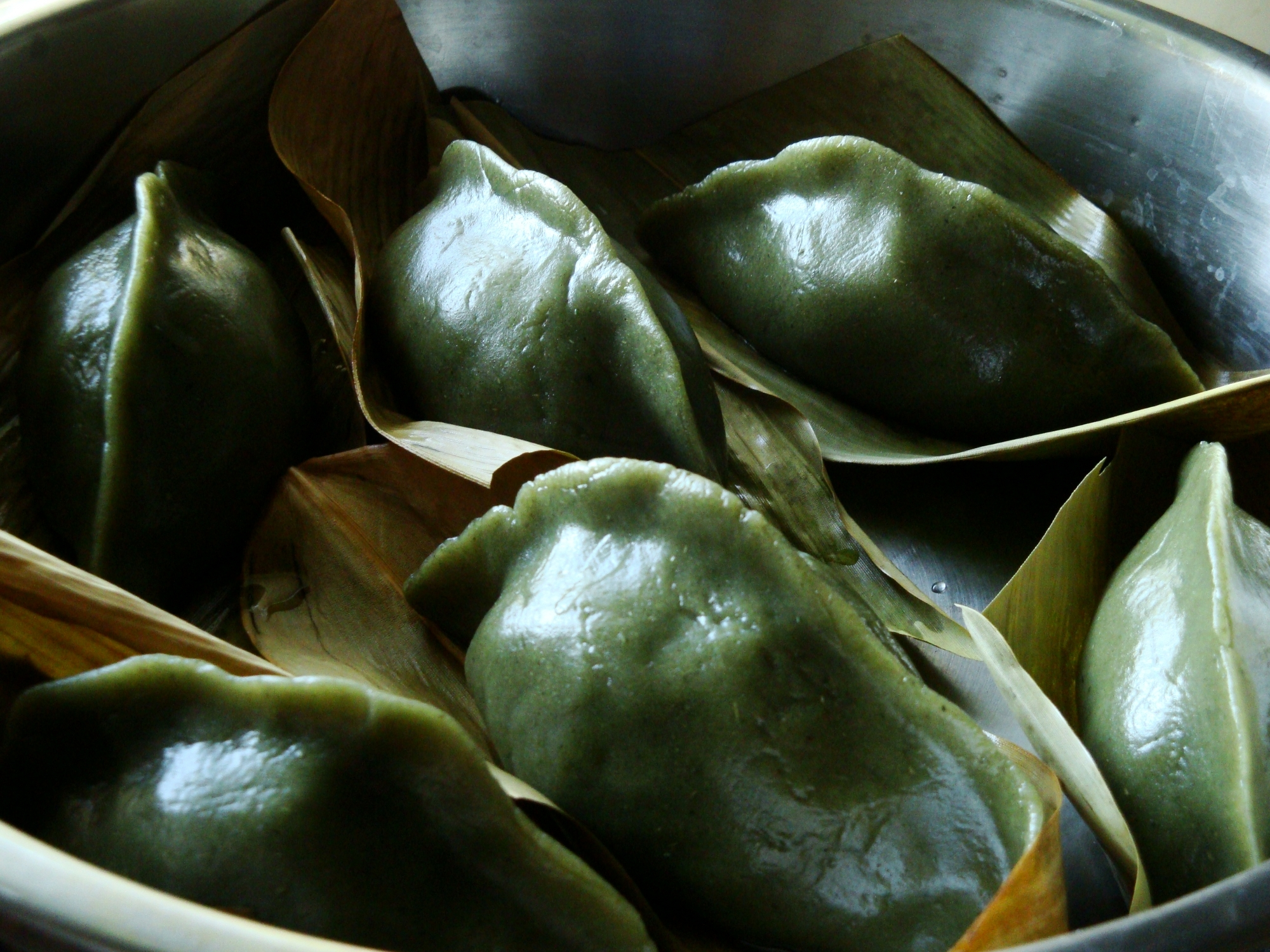
caozai guo verts (ajout d'herbes dans la pâte).

Beaucoup de kuih chinois nécessitent l'emploi de moules (tels que ceux employés pour le gâteau de lune), en bois ou en plastique. Depuis que les Chinois ne font quasiment plus de kuih à la maison, ces moules ont tendance à disparaitre.

## Kueindonésiens

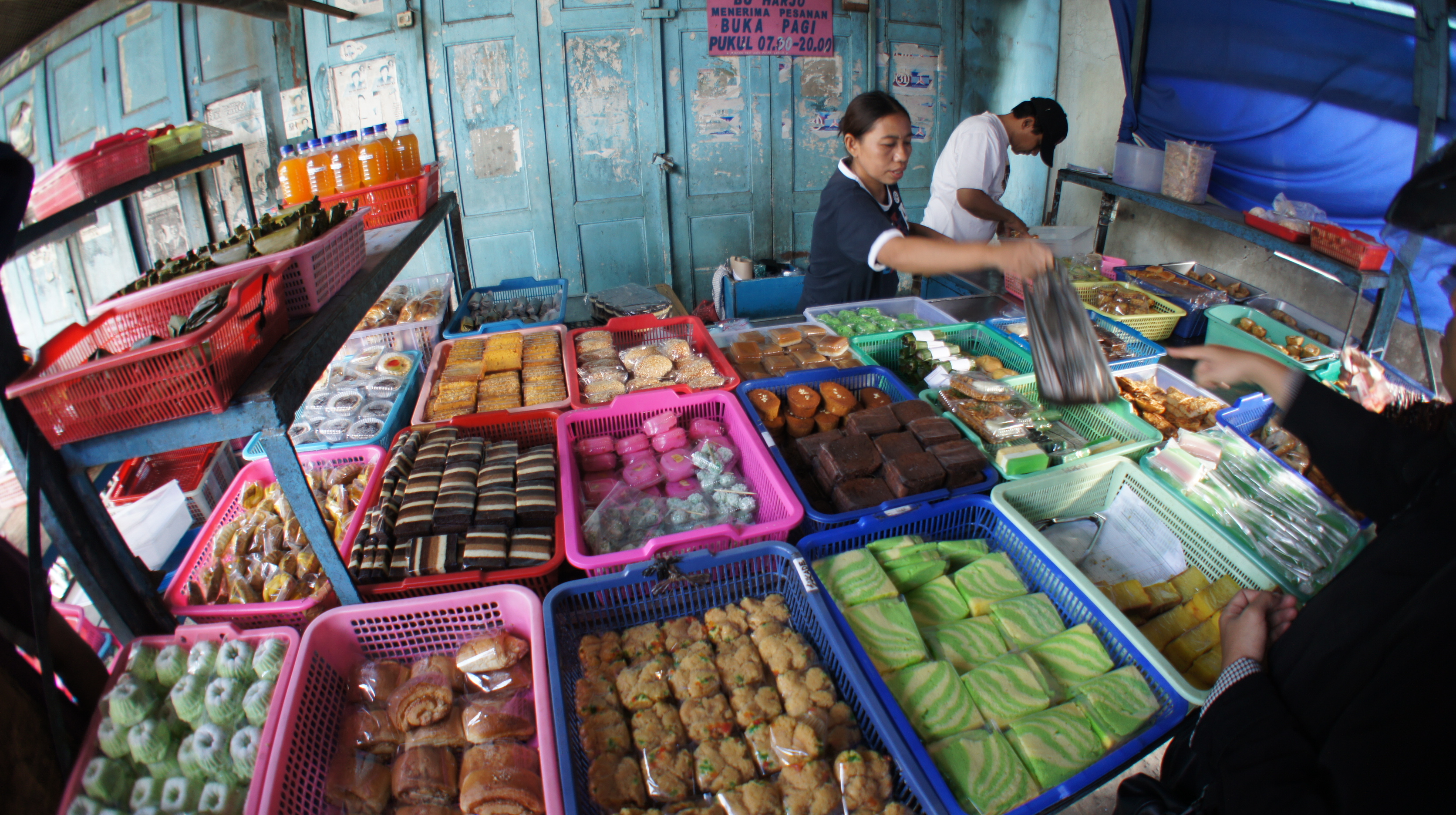
Marché traditionnel de Yogyakarta vendant divers jajan pasar kue.

Le kuih, ou kue indonésien, est un snack populaire en Indonésie et recouvre [Quoi ?]une très grande variété[Quoi ?]. Il est à la fois influencé par des desserts locaux, chinois, voire européens.
Par exemple, le bakpia et le kue ku sont chinois ou nyonya, alors que les klepon, nagasari, getuk, lupis et wajik sont purement locaux, et les lapis legit, kue cubit et pastel sont d'influence européenne. À Java, les kue traditionnels s'achètent dans les jajan pasar (marchés). Par son histoire coloniale, le kue est aussi populaire aux Pays-Bas.

### Exemples dekue
- Kue ape, pancake à base de farine de blé, plus épais en son milieu, aussi appelé kue tetek (gâteau de poitrine).
- Kue apem, similaire à l'apam malais, fait de cassave, de noix de coco (eau, sucre et lait), de farine de riz, le tout mélangé et cuit à la vapeur. Servie avec de la chair de noix de coco.
- Kue bakpia, pâtisserie chinoise farcie de haricots importés par des immigrés de Fujian. Liée à Yogyakarta.
- Kue bika ambon, gâteau jaune poreux fait de tapioca et de farine de sagou, œufs, sucre et lait de coco. Il parfumé au pandanus, banane, durian, fromage, chocolat.
- Kue bingka, gâteau à base de pomme de terre écrasée, de farine, d'œufs, de sucre, de lait de coco, de vanille, de lait et de margarine, le tout mélangé et cuit.
- Kue bolen, pâtisserie similaire à un croissant, à base de farine et de beurre, farcie avec du fromage et de la banane. On peut en trouver farci de durian.
- Kue bolu kukus, petite gâteau à base de farine, sucre, œufs, margarine, vanille ou chocolat.
- Kue bugis, à base de farine cuite de riz gluant et de tapioca coloré en vert avec du pandanus, farci de noix de coco, enroulé dans une feuille de bananier.
- Kue cara bikang.
- Kue cubit.
- Kue clorot, pâte collante de riz gluant avec du sucre de noix de coco, dans un cône appelé janur (feuille de jeune cocotier) et bouillie.
- Kue cucur, pancake de farine de riz frite et de sucre de noix de coco.
- Kue dadar gulung, chair de noix de coco enroulée dans une fine omelette. L'omelette (dadar) utilise du colorant vert.
- Kue getuk, fait de farine de cassave et de sucre de noix de coco, servi avec de la chair de noix de coco sucrée.
- Kue klappertaart, tarte de noix de coco, spécialité de Manado dans le nord de Sulawesi.
- Kue klepon, boules de riz gluant farcies avec du gula jawa (sucre brun de noix de coco) bouillies. Les boules sont roulées sur de la chair de coco. Elles sont appelées onde-onde à Sumatra et en Malaisie péninsulaire.
- Kue kroket, version indonésienne de la croquette de pomme de terre, héritage de la colonisation néerlandaise. La croquette est fait de pomme de terre et d'émincé de poulet dans un rouleau, et frit.
- Kue ku, kue d'origine chinoise de riz collant avec une garniture sucrée. C'est l'équivalent de l'ang ku kueh.
- Kue lapis, gâteau coloré à rayures à base de riz gluant, de noix de coco et de sucre.
- Kue lapis legit, ou kue lapis Batavia, ou spekkoek, est un kue riche, consistant en une succession de fines couches de beurre, d'œufs et de sucre. Chaque couche est faite et cuite séparément, la préparation de ce gâteau demande donc beaucoup de travail et de temps.
- Kue lapis Surabaya, ingrédients identiques au lapis legit mais contient du chocolat et porte seulement trois rayures.
- Kue lemper, fait de riz gluant farci de poulet ou de poisson.
- Kue lupis, riz gluant compressé servi avec de la chair et du sirop de noix de coco.
- Kue mangkok.
- Kue moci, même recette que le mochi.
- Kue nagasari, ou kue pisang, gâteau traditionnel à base de farine de riz, de lait de coco et de sucre, farci avec de la banane.
- Kue odading.
- Kue onde-onde, identique au jin deui chinois. À Sumatra et en Malaisie, onde-onde fait référence aux klepon indonésiens.
- Kue ongol-ongol.
- Kue pancong.
- Kue pandan, gâteau à base d'œufs, sucre, farine, aromatisé avec de l'extrait de pandanus, habituellement coloré en vert clair.
- Kue pastel, tarte croustillante farcie avec de la viande (normalement du poulet), mélange de légumes (carottes sautées et haricots), de vermicelles de riz et certaines fois d'œufs, le tout frit dans de l'huile végétale.
- Kue pisang molen, bananes frites enroulées dans une brioche.
- Kue poffertjes, pancake hollandais.
- Kue pukis.
- Kue putu.
- Kue putu mayang.
- Kue rangi.
- Kue risoles, mélange de viande émincée, de haricots et de carottes, enroulé dans une fine omelette.
- Kue semar mendem.
- Kue semprong.
- Kue serabi, pancake traditionnel à base de farine de riz avec du lait de coco
- Kue sus ou soes.
- Kue talam.
- Kue tambang.
- Kue wajik, gâteau de riz gluant sucré et compressé.
- Kue wingko, pancake javanais à base de noix de coco.

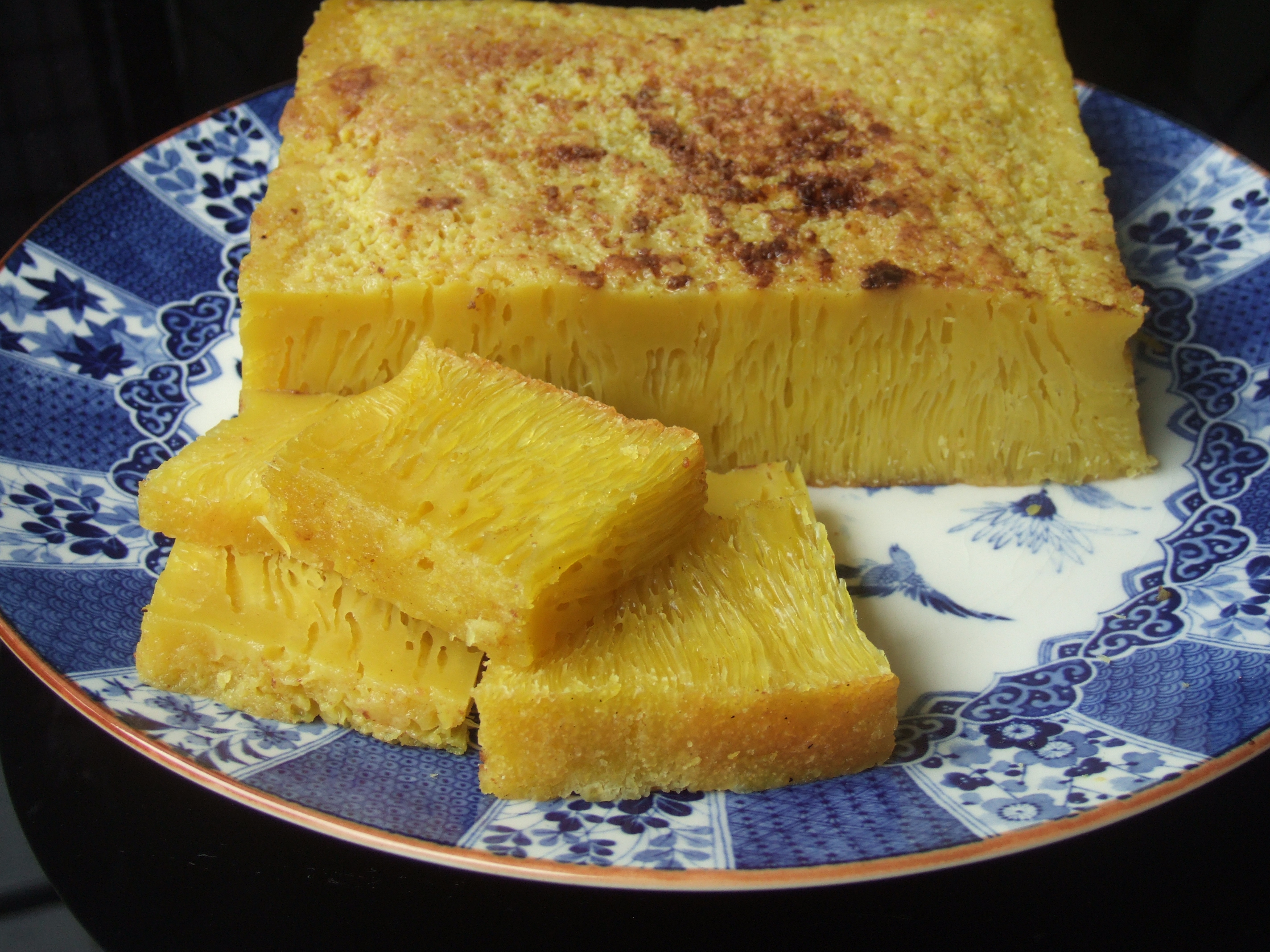
Kue bika ambon.
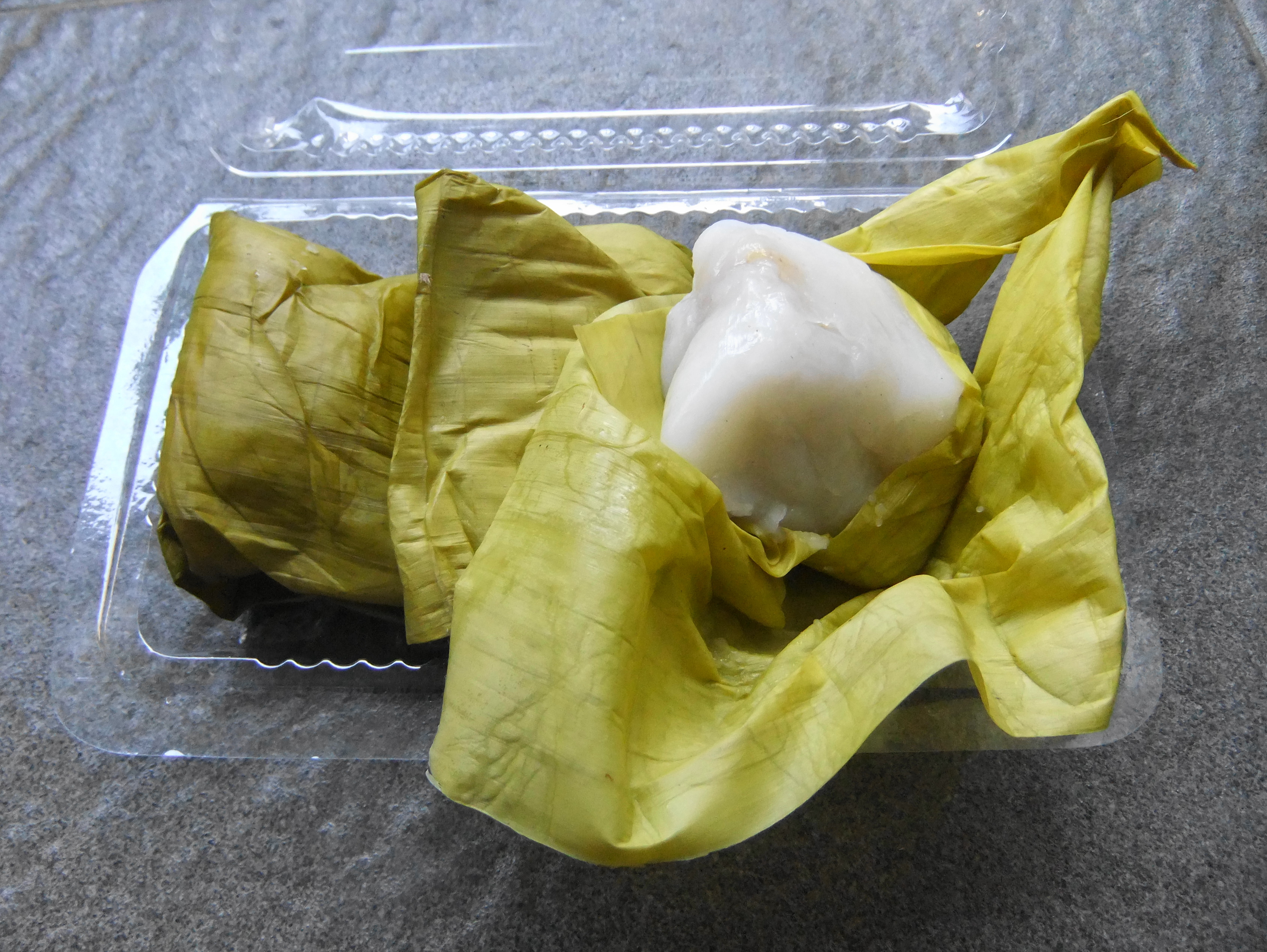
Kue nagasari.
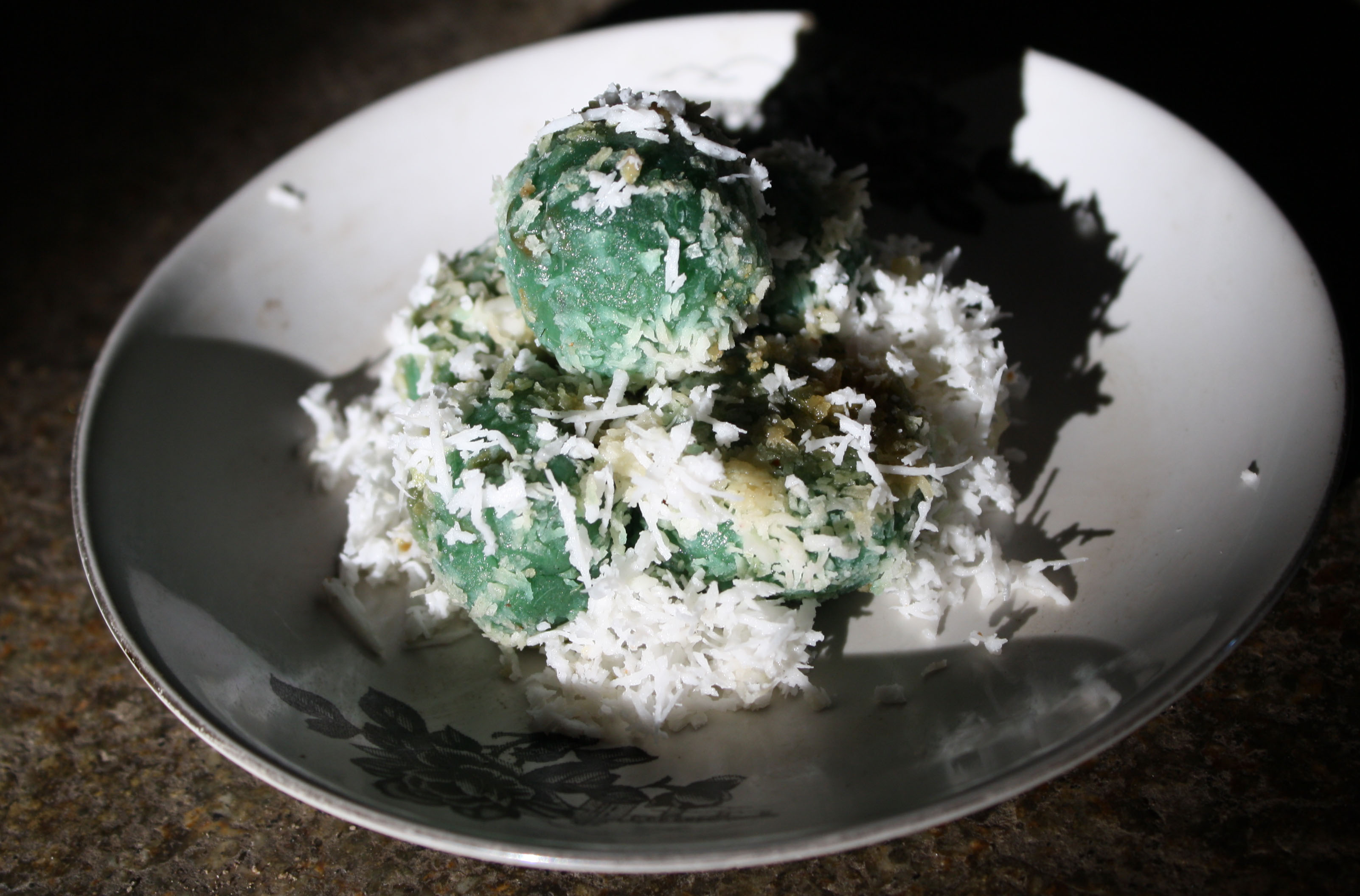
Kue klepon.
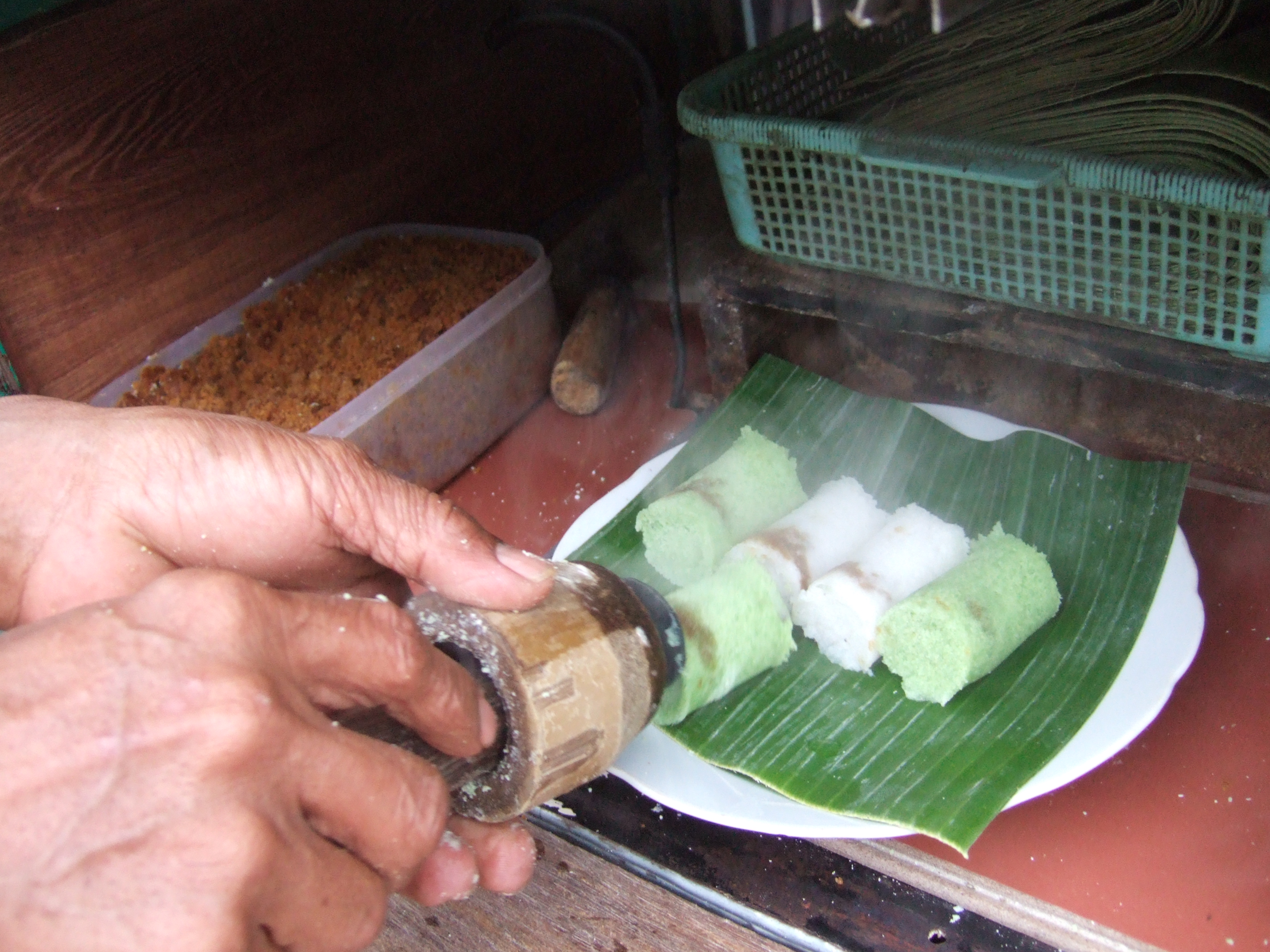
Kue putu.
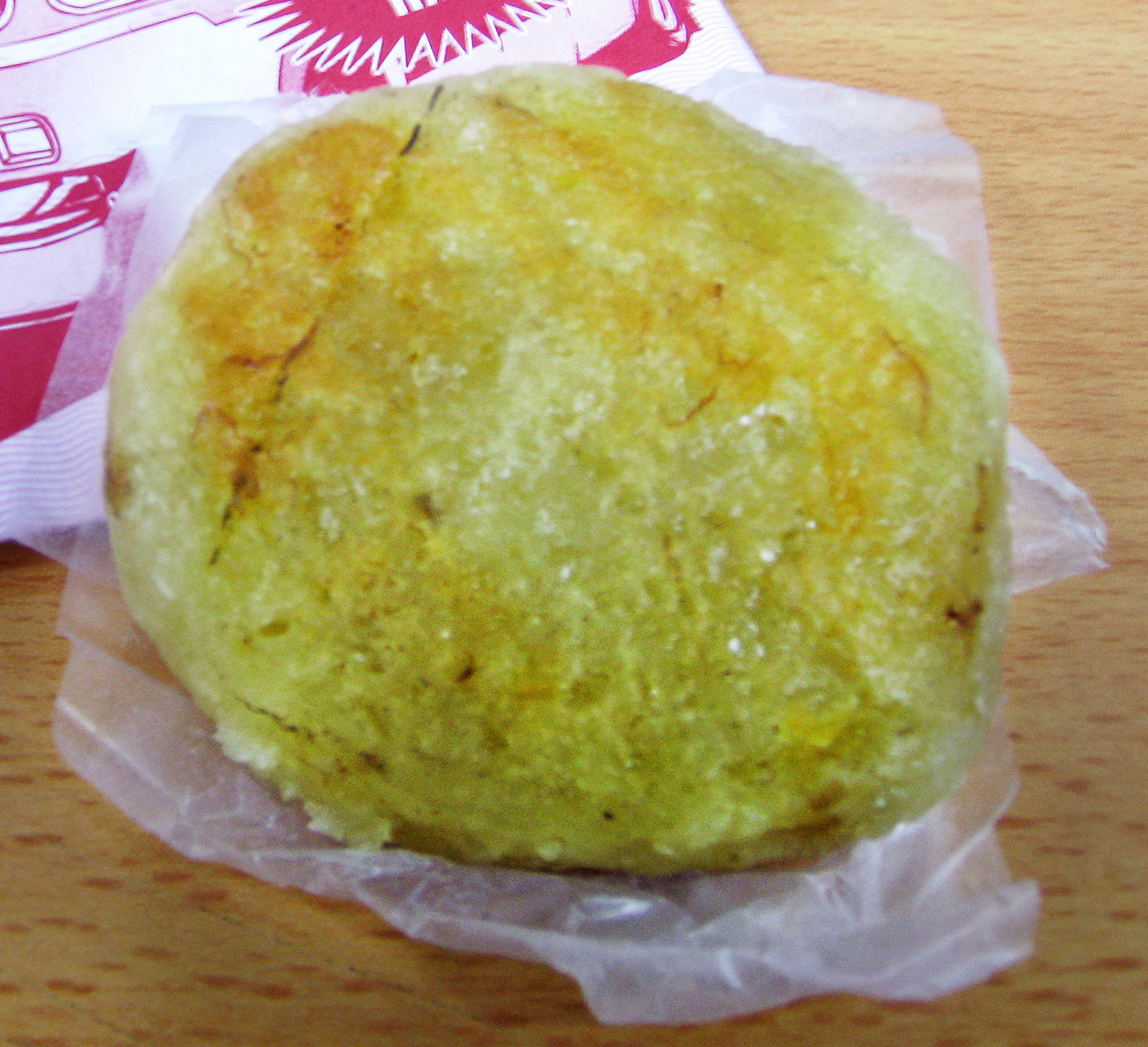
Kue wingko babad.
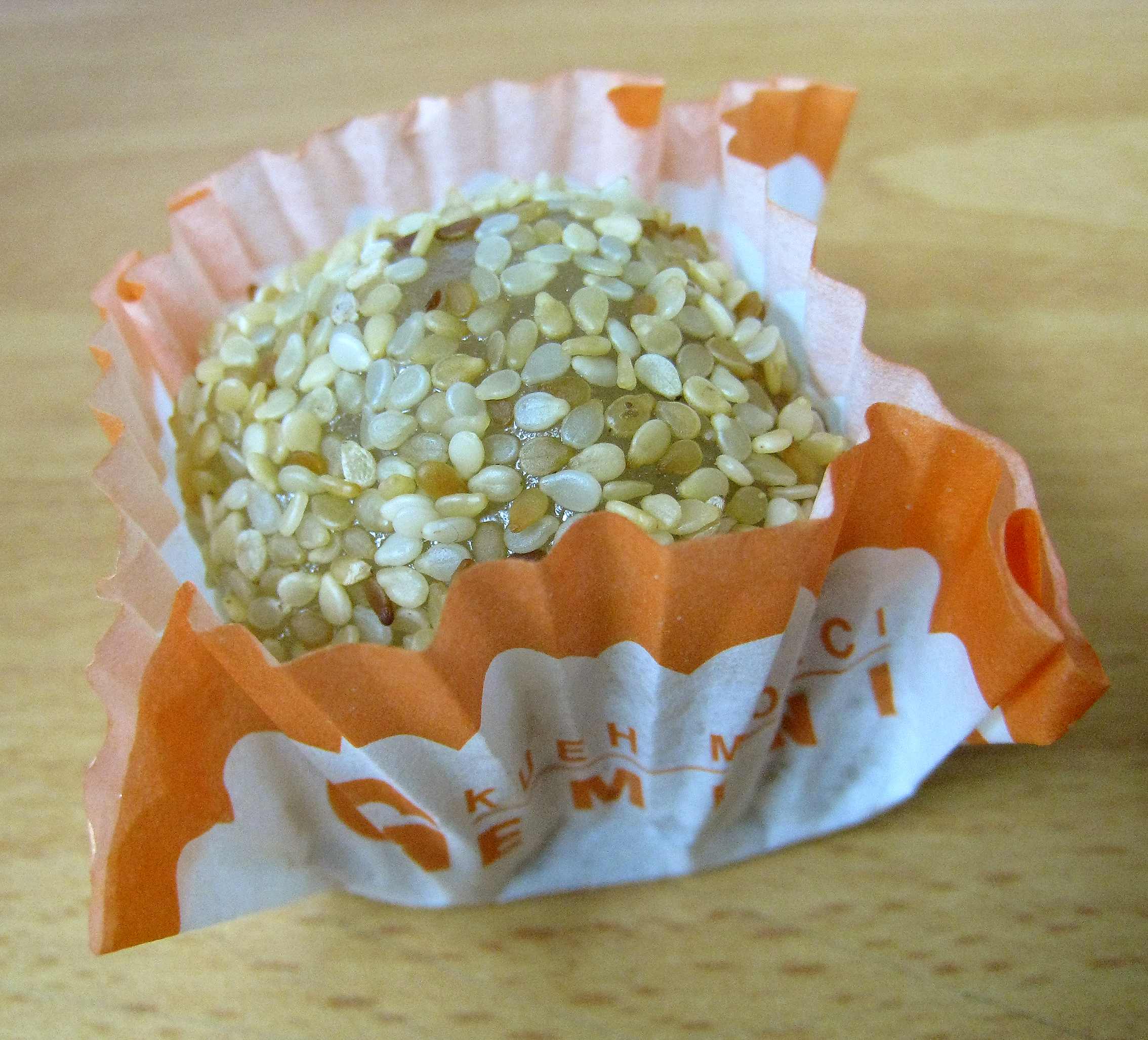
Kue moci.
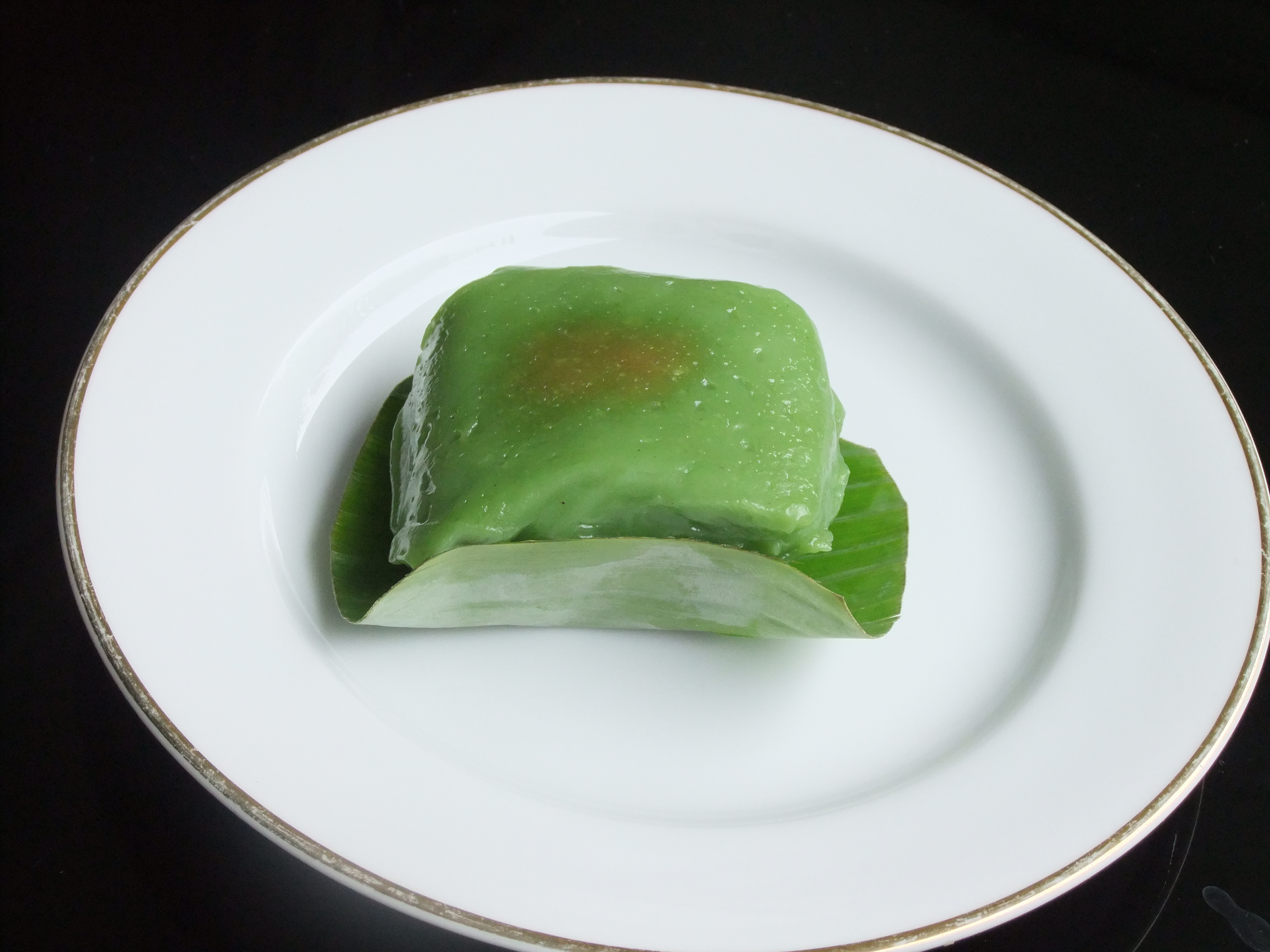
Kue bugis.
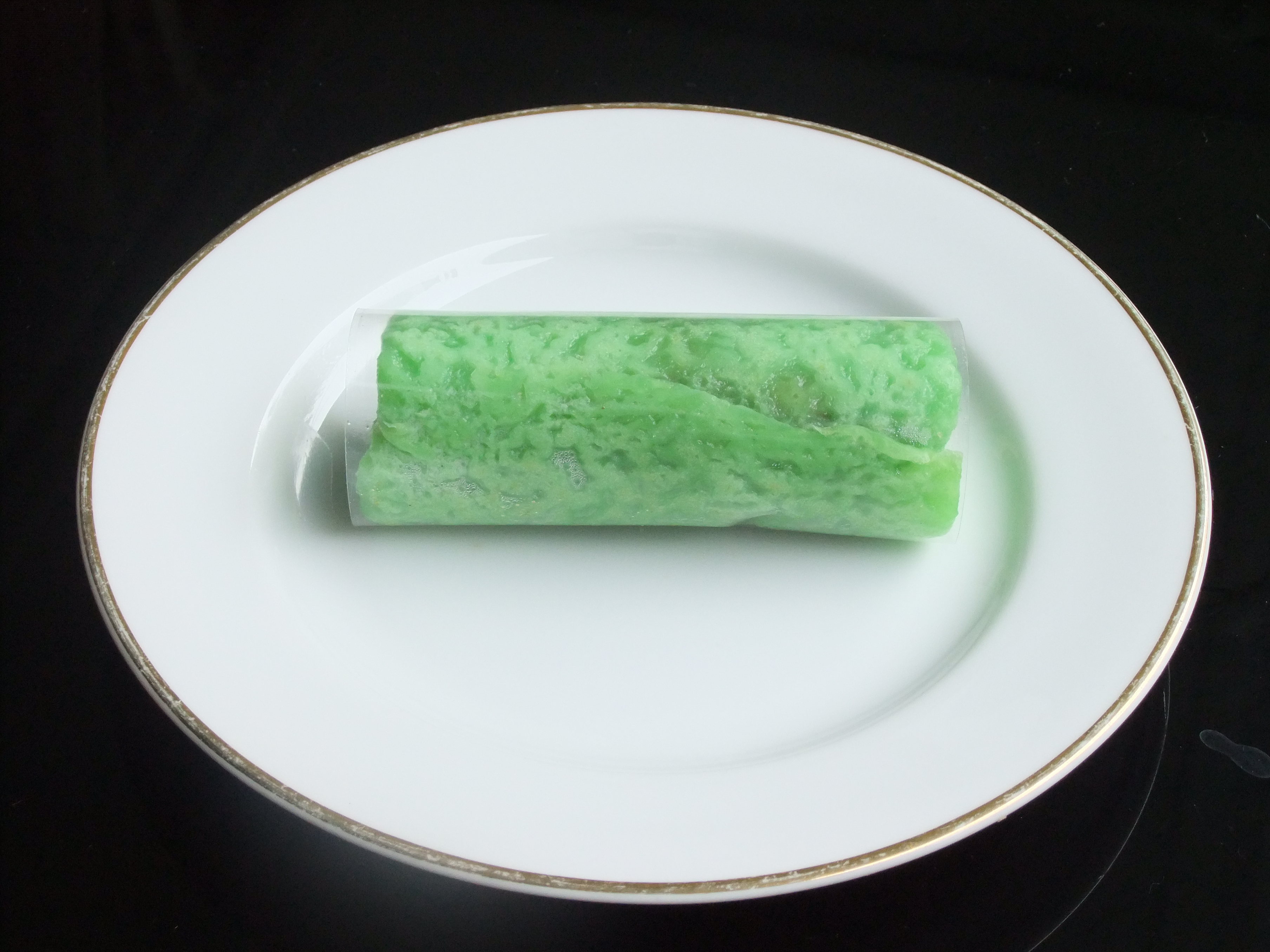
Kue dadar gulung.
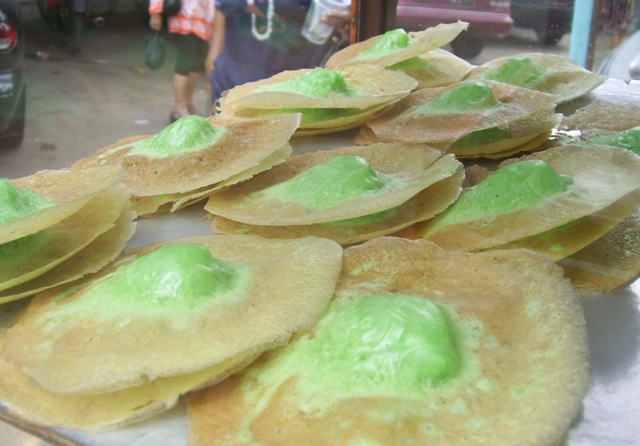
Kue ape.
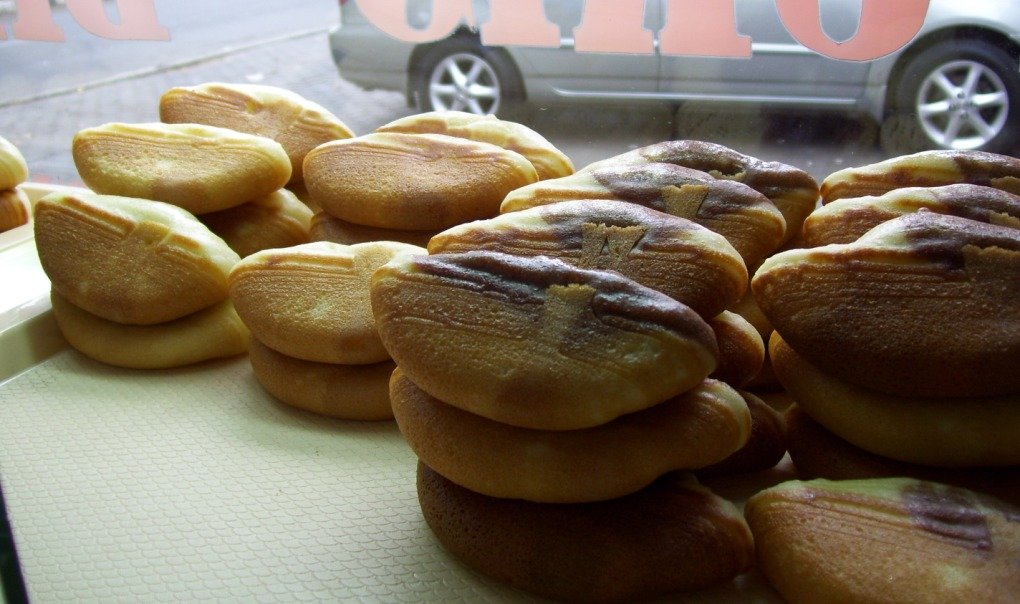
Kue pukis.
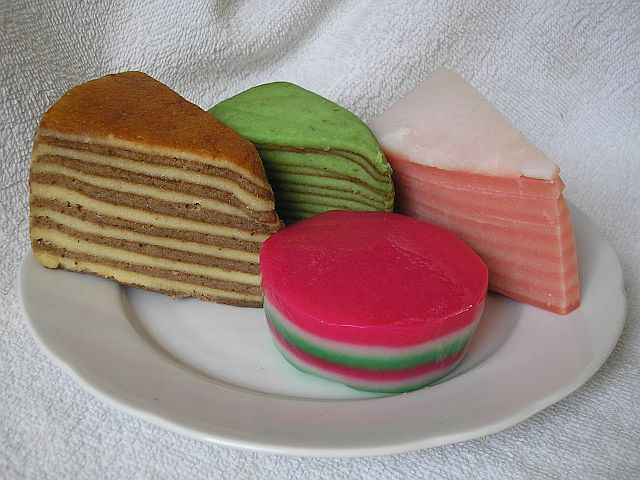
Lapis legit et kue lapis.
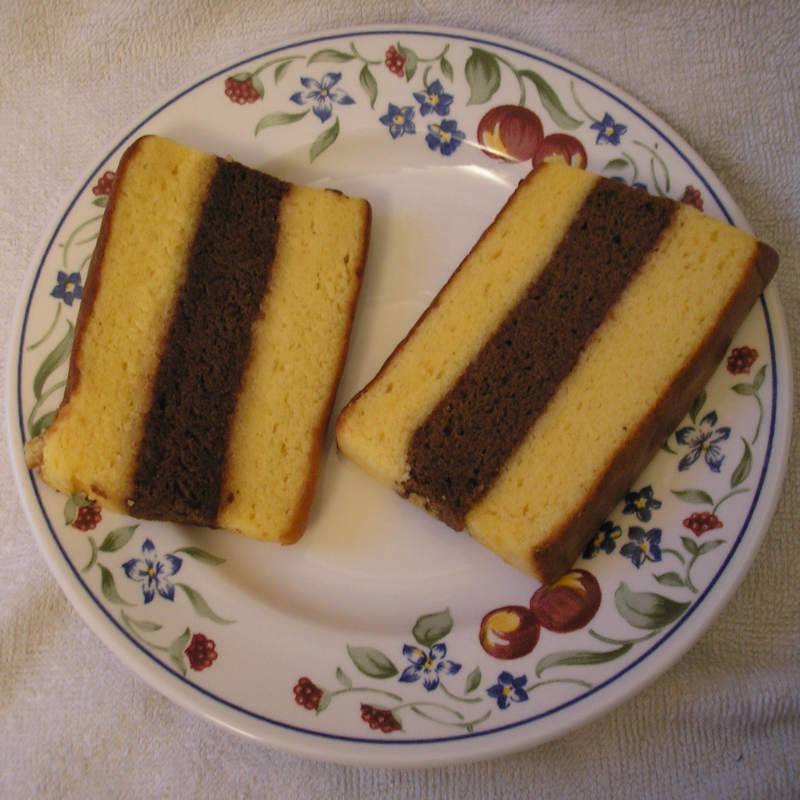
Kue lapis Surabaya.
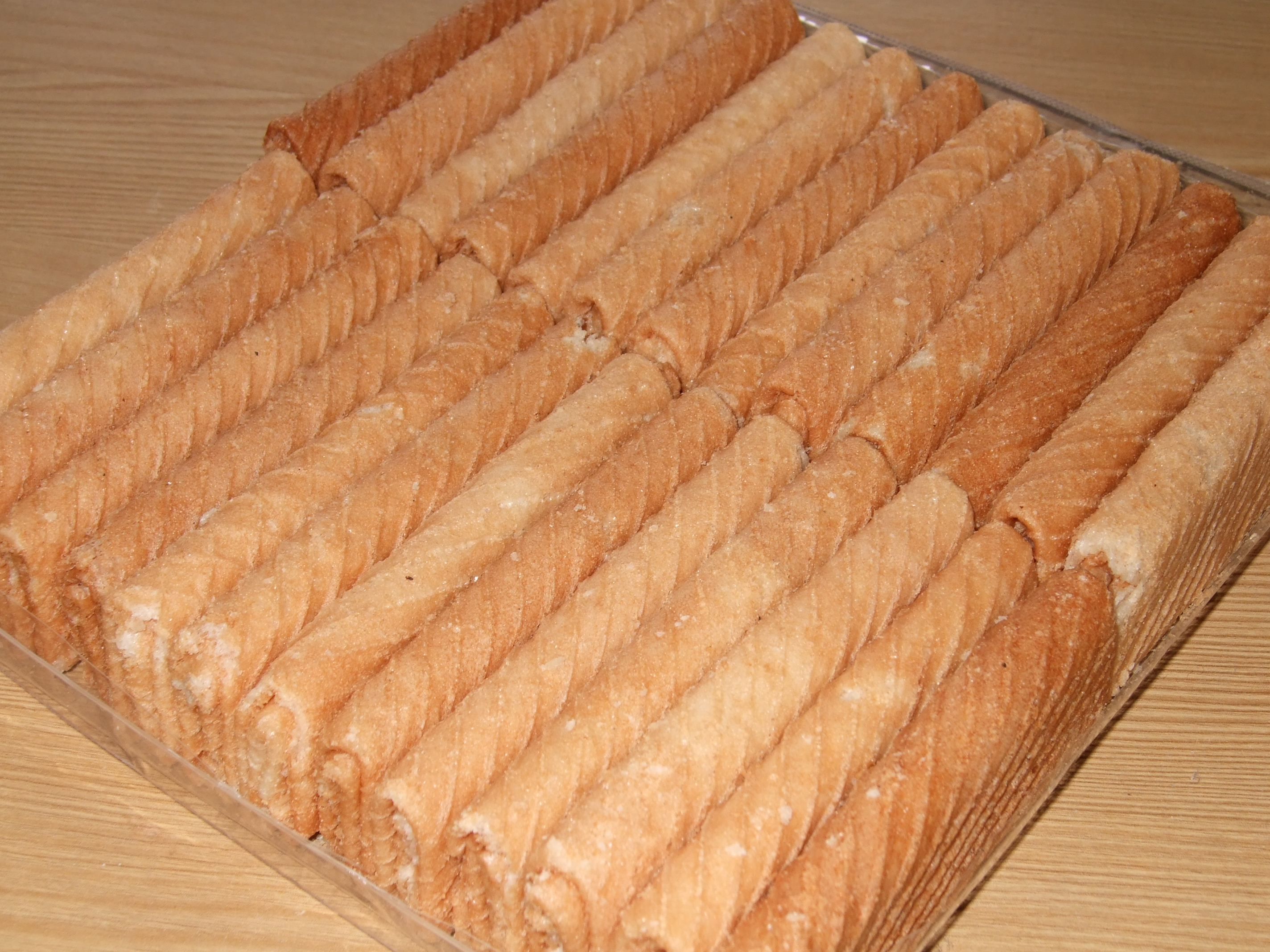
Kue semprong.
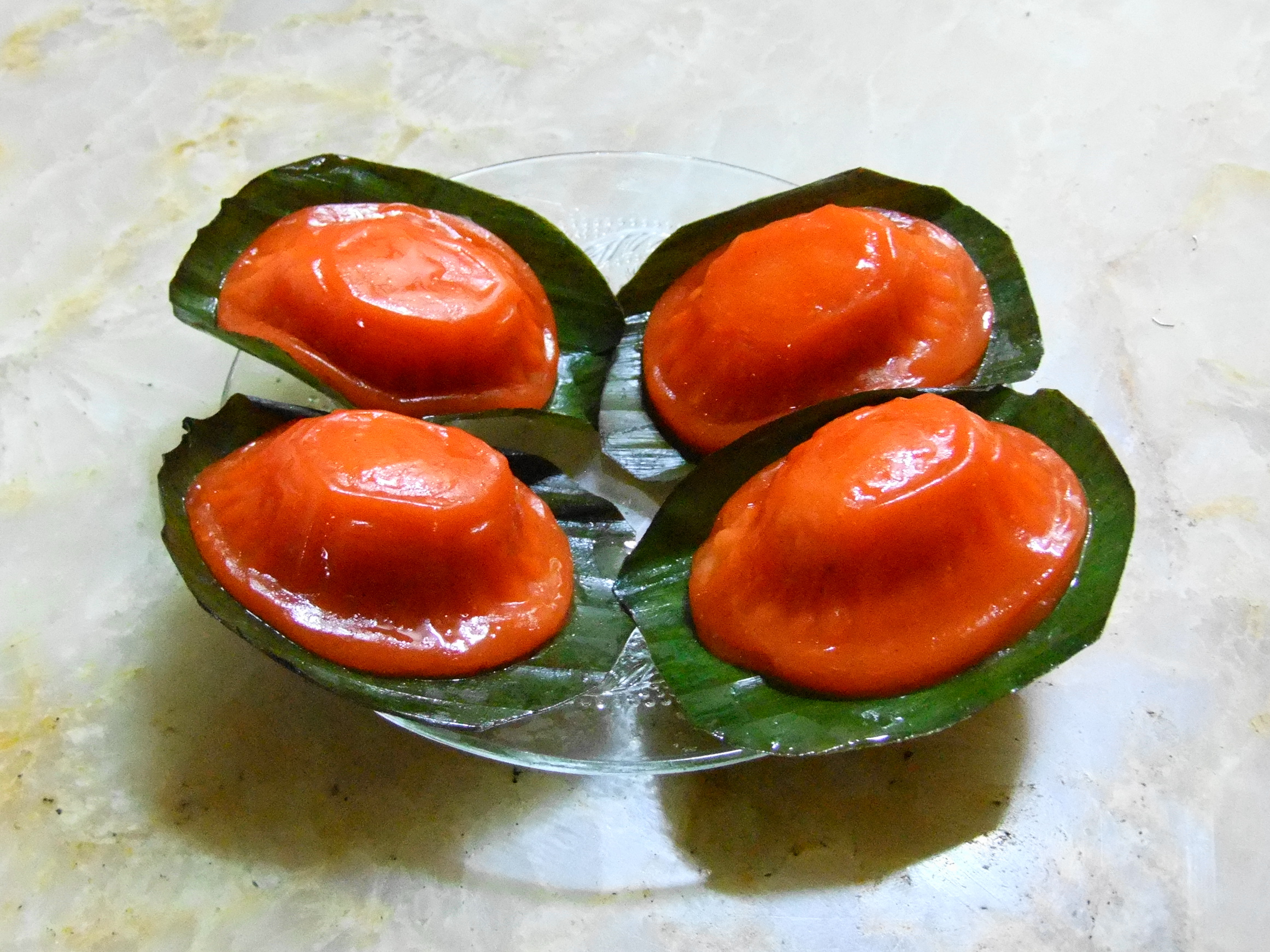
Kue ku, dérivé du ang ku kueh chinois.
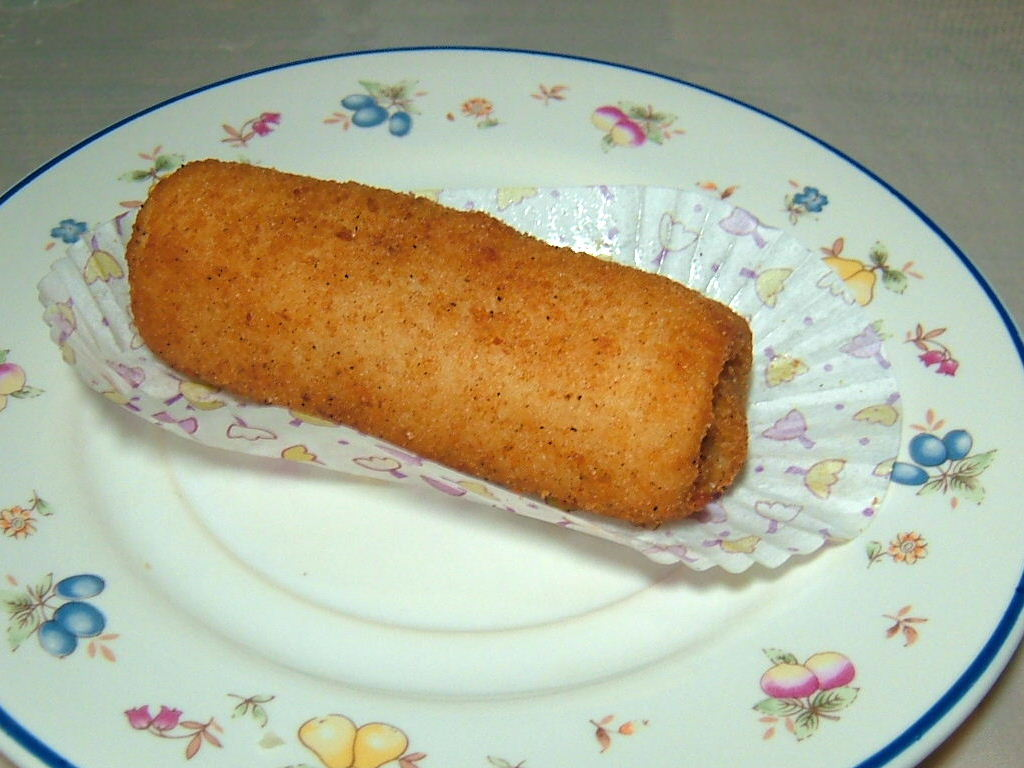
Kue risoles.
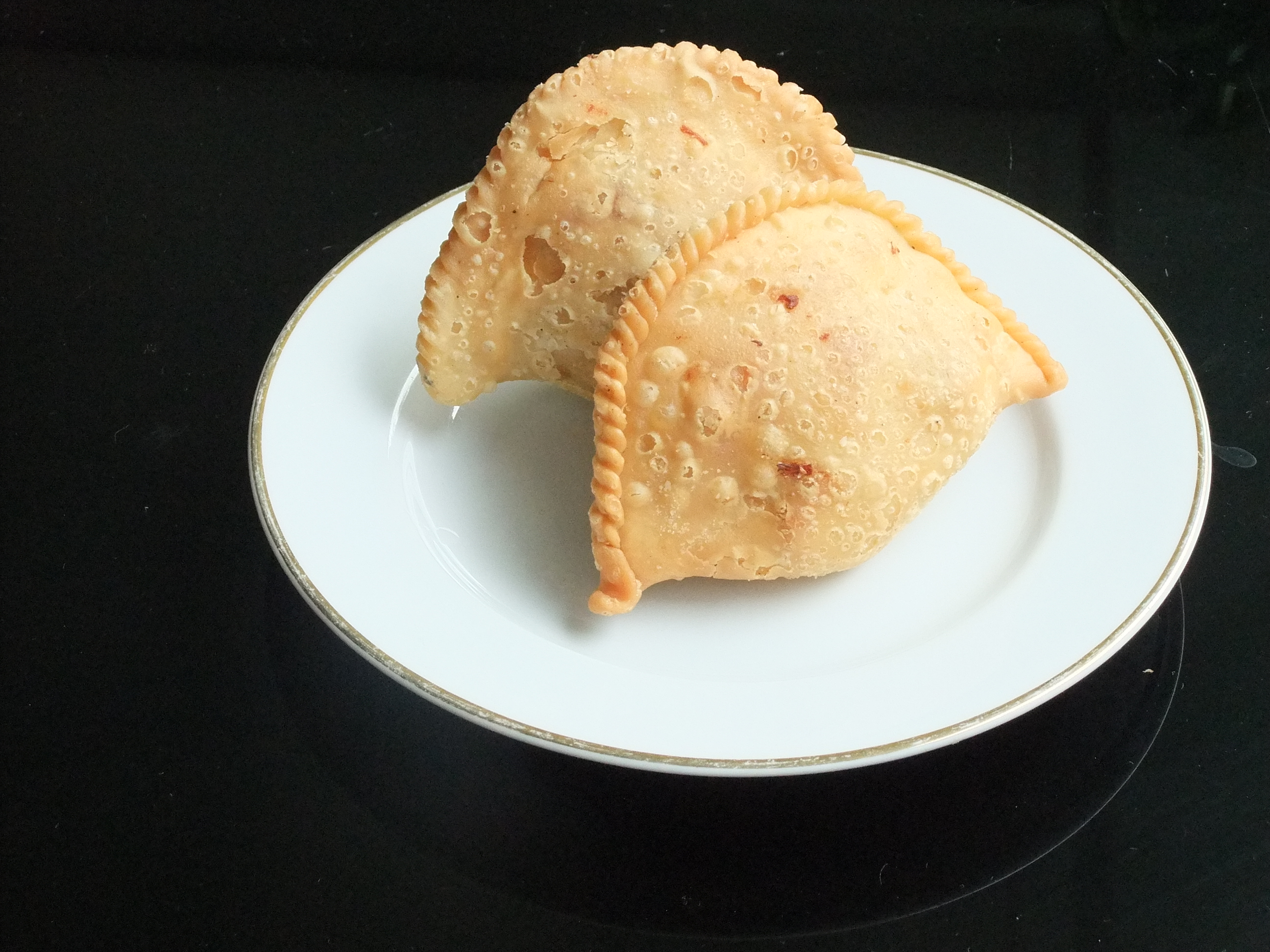
Kue pastel.
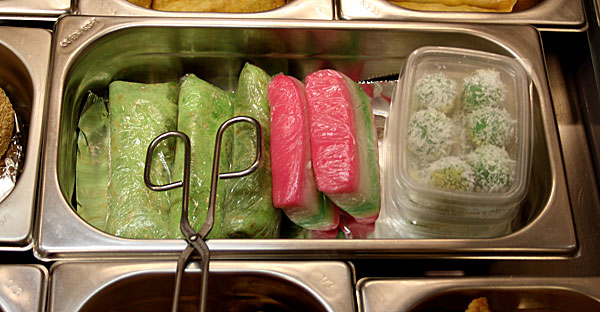
Kue indonésien (dadar gulung, kue lapis et klepon).
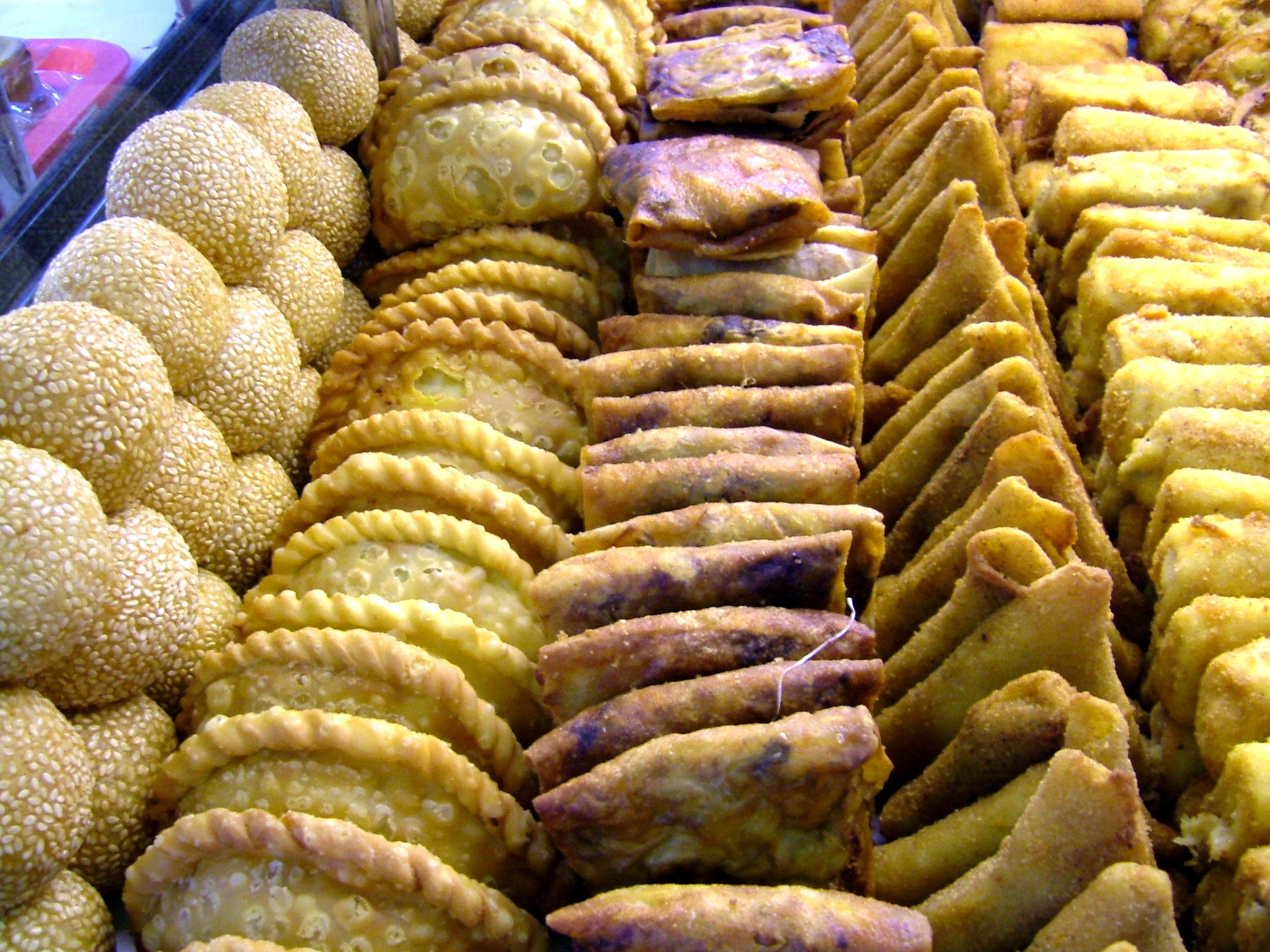
Snacks frits indonésiens, de gauche à droite : kue onde-onde, pastel, martabak mini, risoles.

## Kuihde Malaisie et de Singapour
Les kuih ne font pas seulement office de dessert en Malaisie comme à Singapour, ils sont consommés tout au long de la journée. Dans les états septentrionaux de Perlis, Kedah, Perak et Kelantan, ils sont généralement sucrés, tandis qu'au sud, dans les états de Negeri Sembilan, Malacca et Selangor, on peut en trouver des salés.
Dans la plupart des kuih, les ingrédients les plus courants sont la noix de coco, les feuilles de pandanus et le gula melaka (sucre de palme) pour le parfum, et pour base le riz et le tapioca. Il n'existe pas réellement de recette fixe, car traditionnellement les kuih sont domestiques et sont réalisés approximativement. Chaque famille détient ainsi sa propre recette.

### Quelques exemples principaux
- Ang ku kue (chinois : 紅龜粿) : pâtisserie chinoise ronde ou ovale, à base de farine gluante de riz coloré en rouge enroulé autour d'une riche garniture.
- Apam balik : chausson dont la texture se rapproche du pancake. Cuit au gril et garni de sucre brun, d'arachide, de crème de maïs et de noix de coco.
- Cucur : beignet frit, aussi connu sous le nom de jemput-jemput. On trouve des cucur udang (à base de crevette décortiquée), cucur badak (à base de patate douce), et des cucur kodok (à base de bananes).
- Curry puff : petite tarte garnie d'un curry de poulet et/ou de pommes de terre.
- Kuih bahulu : petite génoise de diverses formes (bouton, poisson rouge…), cuite dans un moule.
- Kuih cincin : snack populaire à base de pâte frite dans les communautés malaisiennes de l'est du pays.
- Kuih jelurut : aussi connue comme kuih selorot à Sarawak, ce kuih est fait d'un mélange de gula apong et de farine de riz, qui est enroulé dans des feuilles de palme en cônes et cuit.
- Kuih kapit, sapit ou sepi : gaufrette croustillante aromatisée à la noix de coco, aussi connue sous le nom de « lettres d'amour ».
- Kuih kochi : boulette de riz gluant farcie de pâte sucrée, en forme de pyramide et enroulée de feuille de bananier.
- Kuih pie tee : spécialité nyonya, une tarte fine et croustillante, garnie d'une mixture à la fois sucrée et épicée d'émincé de légumes et de crevettes.
- Kuih pinjaram : beignet frit en forme de soucoupe garni d'œuf. Vendu dans la majorité des marchés de Malaisie Orientale.
- Kuih serimuka : kuih à deux rayures avec du riz gluant cuit formant la première partie, et d'une sorte de crème anglaise verte à base de jus de pandanus pour la seconde.
- Kuih wajid ou wajik : compression de riz gluant cuit avec du lait de coco et du gula melaka.
- Niangao (chinois : 年糕) ou kuih bakul : riz brun collant et sucré associé au Nouvel An chinois. On en trouve toutefois tout au long de l'année dans les étals, avec du niangao entre deux tranches de taro ou de patate douce et frit.
- Onde onde : petites boulettes de farine de riz gluante parfumées avec du pandanus, fourrées de sirop de sucre de palme et de noix de coco.
- Or kuih (chinois : 芋粿) : gâteau de morceaux de taro (ou yam), de crevettes séchées et de farine de riz. Il est ensuite garni d'échalotes frites, d'oignons, de piment et de crevettes séchées, accompagné d'une sauce pimentée.
- Putu piring : gâteau arrondi à base de farine de riz, farci de sucre de palme.
- Tarte à l'ananas : pâtisserie farcie ou garnie de confiture d'ananas.

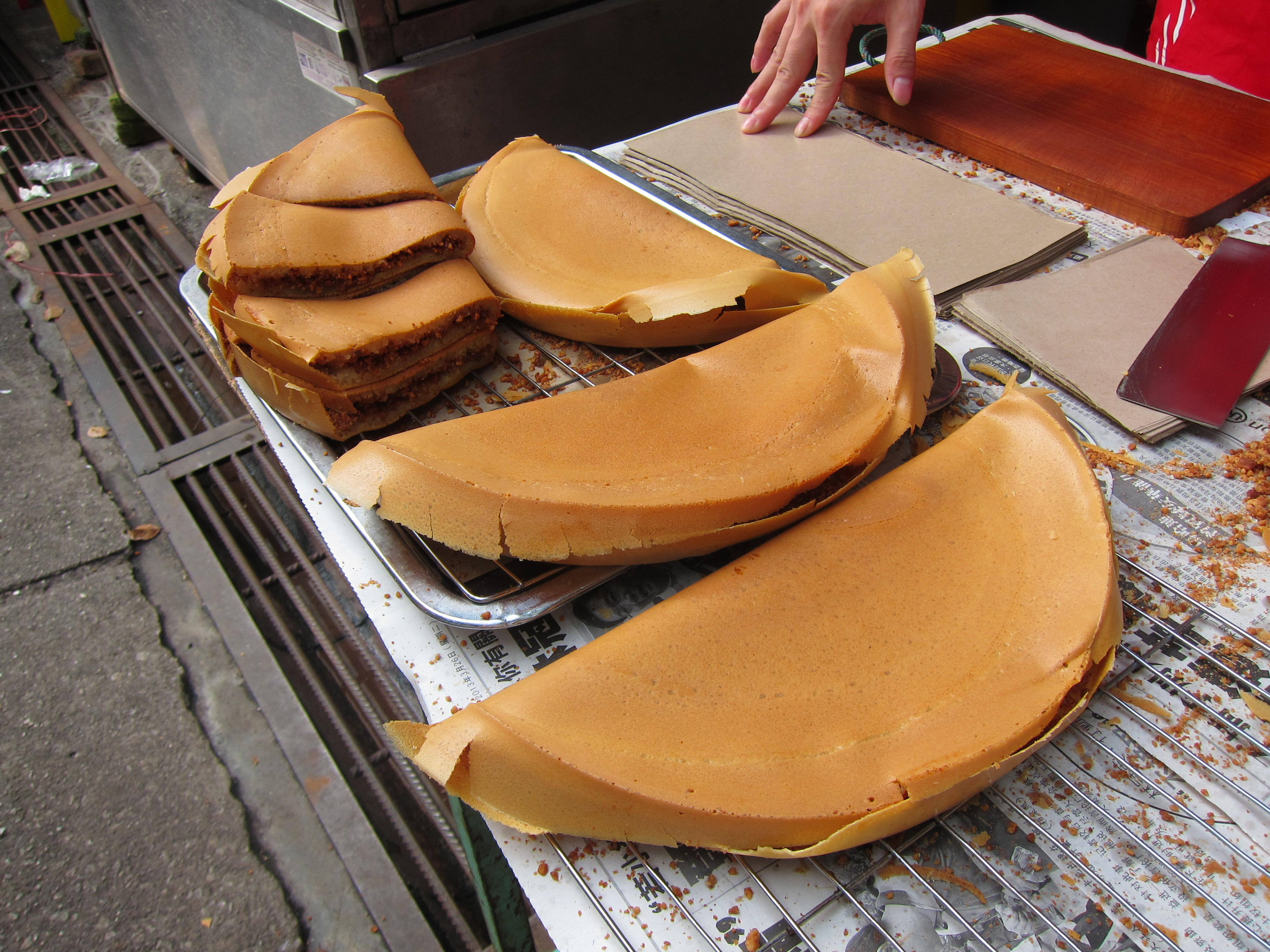
Apam balik.
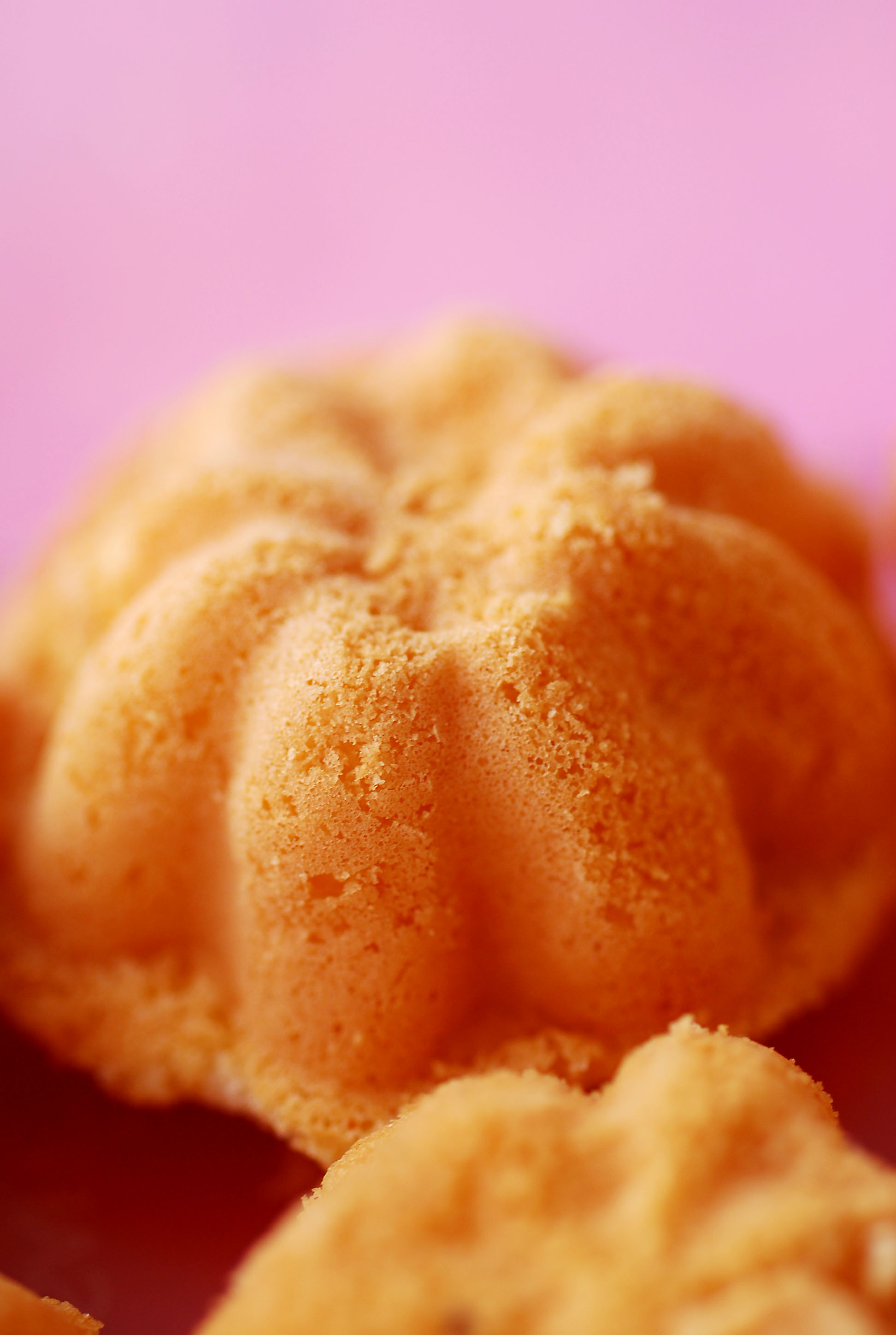
Kuih bahulu.
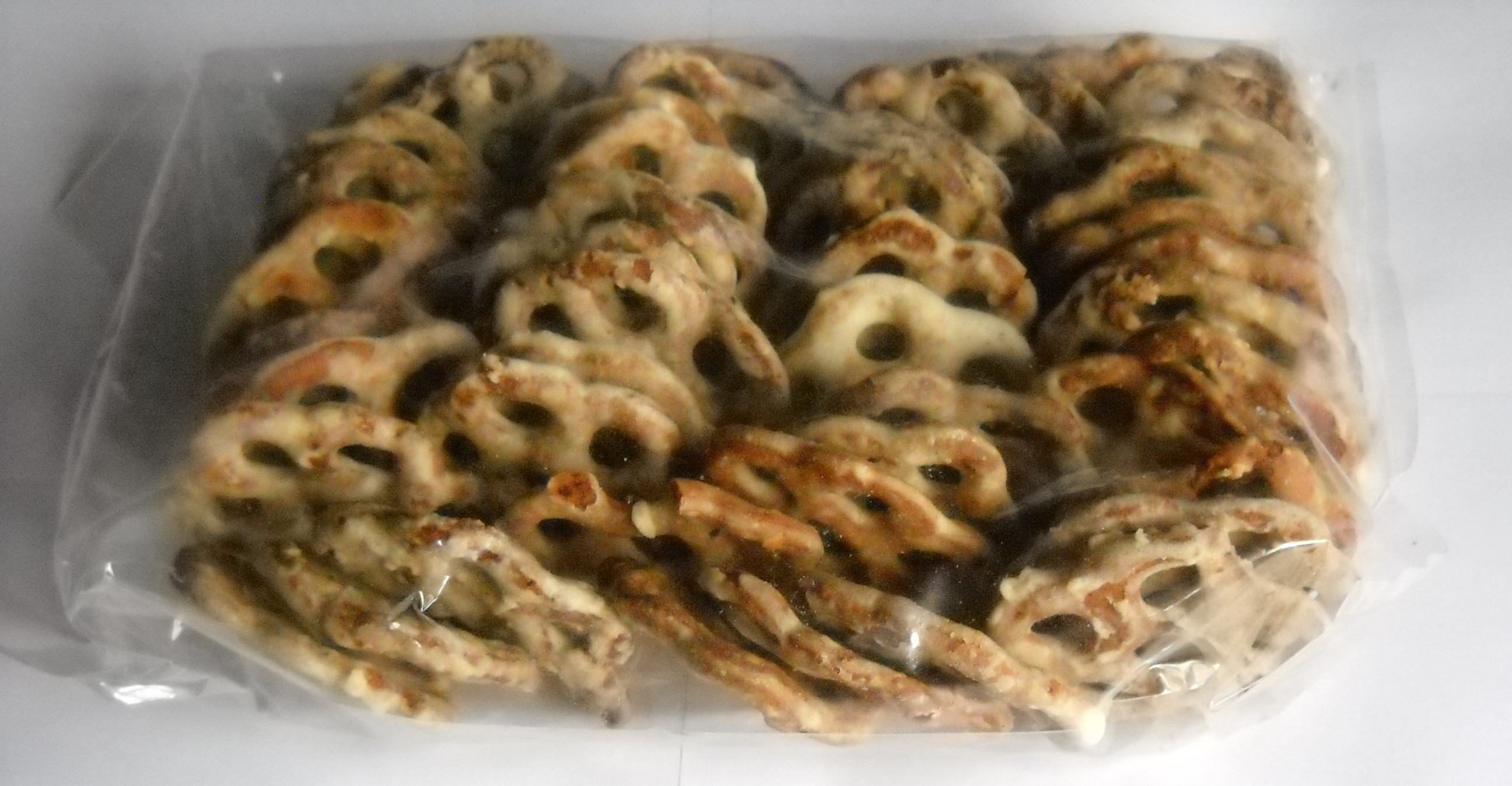
Kuih cincin.
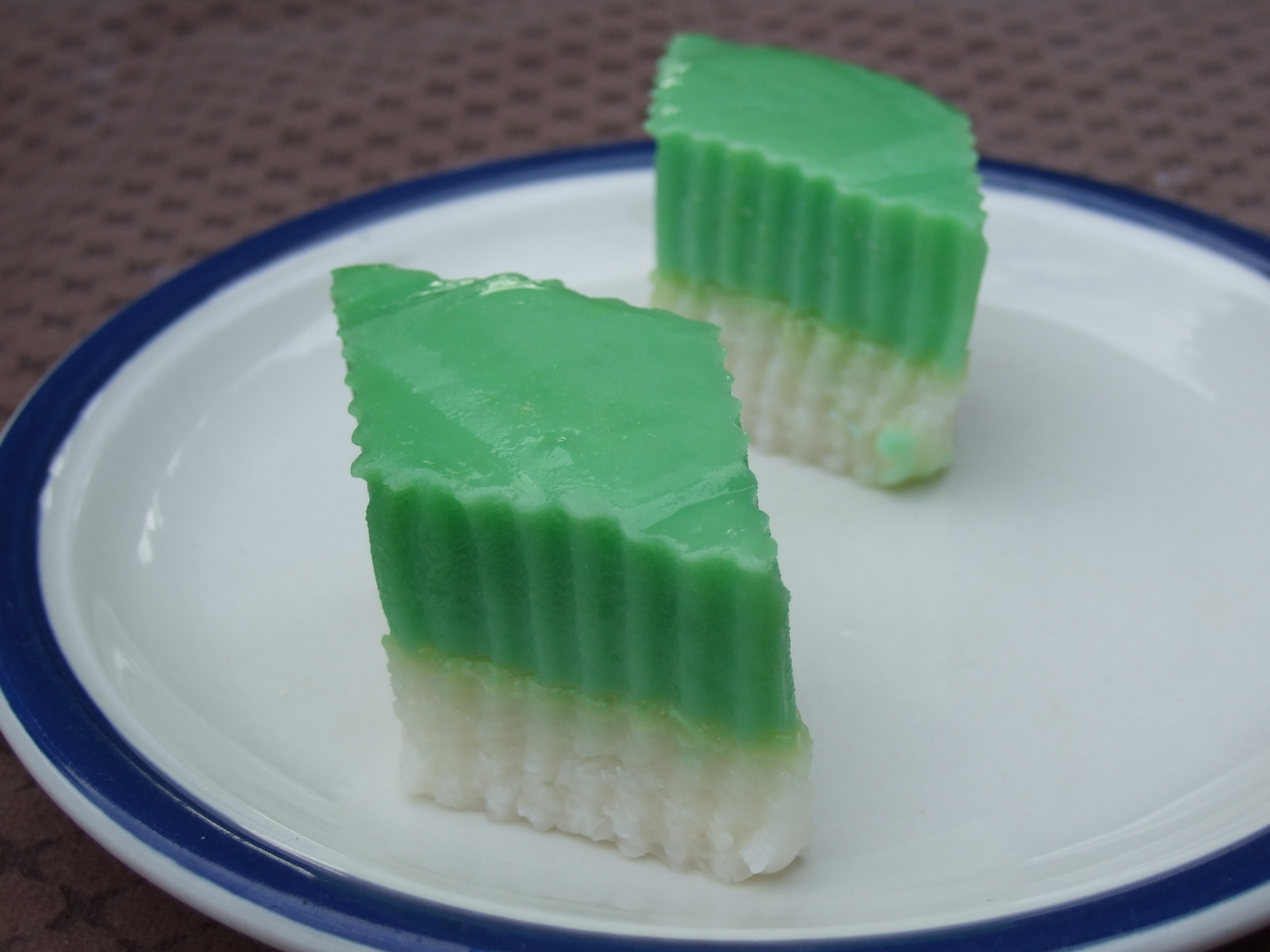
Kuih serimuka
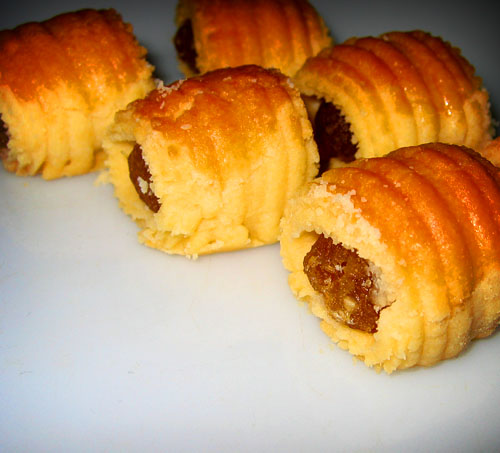
Tarte à l'ananas.
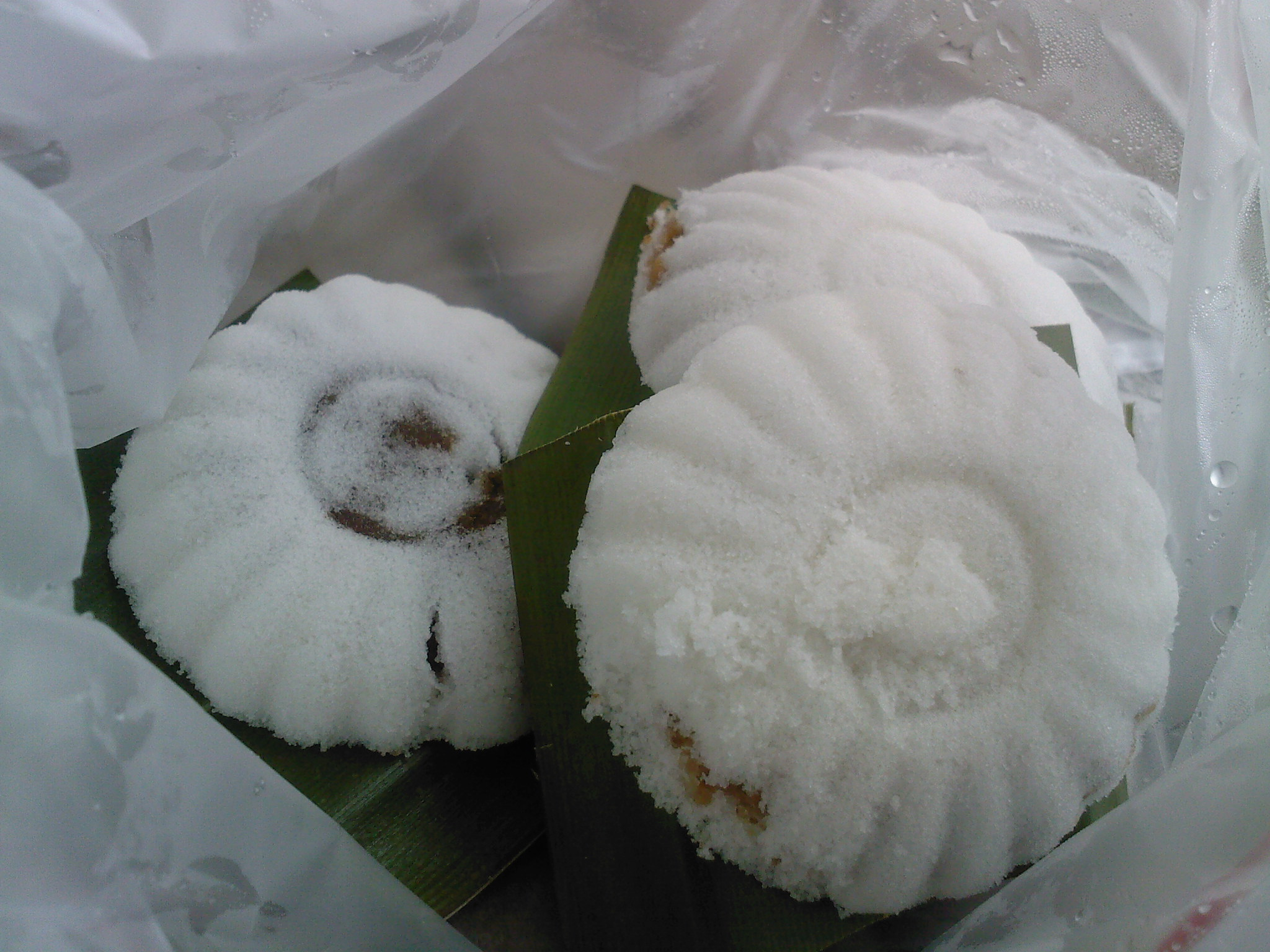
Kueh tutu (ou putu piring).